# 오세창 (1951년)
오세창(吳世昌, 1951년 5월 23일 ~ )은 대한민국의 정치인이다. 제16·17·18대 경기도 동두천시장이다. 본관은 해주.

## 학력
- 동두천국민학교 졸업
- 성남중학교 졸업
- 성남고등학교 졸업
- 1974년 한양대학교 정치외교학 학사

## 경력
- 1986 동두천청년회의소 회장
- 1993 서울지방법원 의정부지원 동두천 순회심판소 조정위원
- 1995 ~ 1998 제4대 경기도의회 의원
  - 1996 ~ 1998 경기도의회 예산결산특별위원회 상설위원
- 1995.7 민주평화통일자문회의 위원
- 1995.8 ~ 황해도 중앙도민회 자문위원
- 2005.7 민주평화통일자문회의 상임위원
- 2005.12 통일부 통일교육위원
- 2007.4 ~ 2018.6 제16~18대 경기도 동두천시 시장(3선)

## 역대 선거 결과
|  | 69.97% |

|  | 25.02% |

|  | 31.57% |

|  | 37.60% |

|  | 61.35% |

|  | 40.17% |